# Takamaka (La Réunion)
Pour les articles homonymes, voir Takamaka.
 (août 2024).
Si vous disposez d'ouvrages ou d'articles de référence ou si vous connaissez des sites web de qualité traitant du thème abordé ici, merci de compléter l'article en donnant les références utiles à sa vérifiabilité et en les liant à la section « Notes et références ».
Takamaka est une vallée située à l'est de l'île de La Réunion, sur le territoire communal de Saint-Benoît.

## Géographie

### Topographie

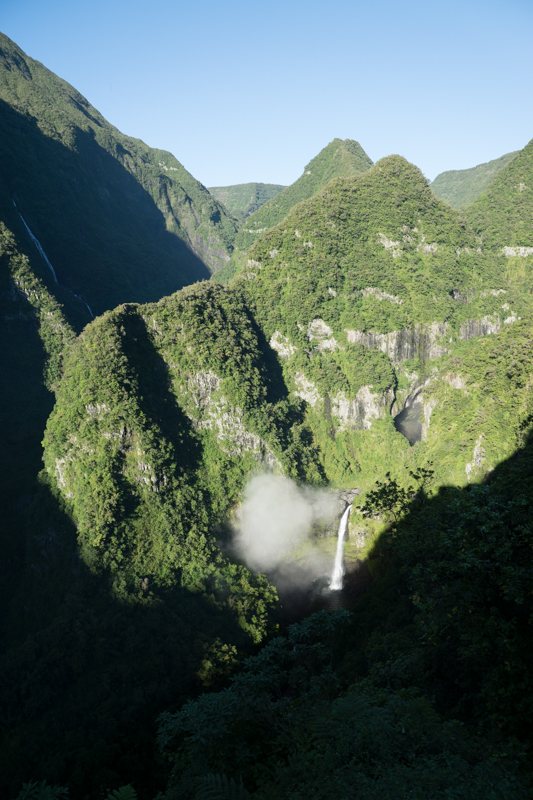
Vallée de Takamaka.

La vallée de Takamaka est entièrement située dans la partie centrale du territoire communal de Saint-Benoit. Elle marque la limite naturelle de la forêt de Bébour à l'ouest en créant une fracture dans la continuité du plateau de cet ancien cirque. Elle est délimitée au sud par le coteau sec et le rempart de l'îlet Patience et au sud-est et à l'est par la crête du Grand Étang et les remparts du massif du Cratère. Sa limite nord-est-nord est un peu plus floue mais peut être définie en partant de la confluence de la ravine Mouche, en remontant jusqu'à la chaîne du piton Papangue et en suivant la ligne de crête jusqu'aux Deux Mamelles, le Camp de Marseille et l'arête entre le Bras Mazerin et la rivière des Roches. La limite nord-ouest passe d'abord par la lit du Bras Patience avant de rejoindre la plateforme des Hirondelles. Le découpage nord prend en compte les sous-bassins versants et la ligne de partage des eaux des affluents de la rivière des Marsouins et la disposition du relief en privilégiant le suivi des crêtes.
La vallée est surtout marquée au centre par le piton Dorseuil qui culmine à 729 mètres d'altitude et sa longue crête rejoignant le plateau de Bébour et les Deux Mamelles au nord à une altitude de 1332 mètres. Elle est traversée par la rivière des Marsouins, c'est elle qui a creusé ses flancs pour produire l'encaissement actuel, la vallée englobe la totalité du cours moyen de cette rivière. On distingue deux affluents principaux : le Bras Patience sur lequel est implanté un captage et qui prend sa source à proximité du rempart du Mazerin, son point de confluence avec la rivière des Marsouins est localisé en face du barrage Gingembre. Et le Bras Cabot dont le cours, séparé par la crête du piton Dorseuil, est presque parallèle à celui de la rivière des Marsouins. Il a creusé toute la partie sud de la vallée et prend sa source à proximité des remparts du Coteau Sec. La vallée de Takamaka marque le début de la partie pérenne de la rivière des Marsouins, en effet le cours supérieur de la rivière traverse le plateau de Bébour où pratiquement aucune résurgence pérenne n'est imaginable, il est donc à sec sur cette partie. Peu après le premier cassé on voit apparaître les premières émergences, le débit est par la suite multiplié grâce aux nombreuses sources laissant échapper l'eau des aquifères du plateau de Bébour. En sortant de la vallée de Takamaka, la rivière des Marsouins à pratiquement atteint son débit maximal.
Côté rivière des Marsouins, en amont du point de confluence avec le Bras Cabot, la rivière est plus encaissée, on observe la succession de plusieurs cascades parfois hautes de 50 mètres dont les plus importantes sont les cascades Arc-en-Ciel et du Mini Trou de Fer.

### Géologie
La vallée de Takamaka s'est creusée dans les anciennes laves du piton des Neiges. Elle est issue d'une érosion régressive dans d'anciennes coulées de phases II, III et IV. Elle représentait autrefois l’exutoire du paléocirque de Bébour creusée dans les anciennes coulées de basalte à olivine de phase II et principalement dans les laves différenciées de type hawaïte et mugéarites de phase III. Après la mise en place de la caldeira II (à l'origine des remparts du Mazerin), le cirque de Bébour va se creuser et s'affirmer. Ce cirque est comblé à la suite du remplissage de la Caldeira II, correspondant à la deuxième série des laves différenciées. Les volumes de laves émis sont alors assez faible mais suffisant pour combler les dépressions du plateau de Bélouve et de la plaine des Marsouins jusqu'à l'actuelle confluence du Bras Cabot avec la rivière des Marsouins (remplissage lavique et pyroclastique). Le creusement de la vallée actuelle s'est fait entre −70 ka et aujourd'hui.

### Pluviométrie

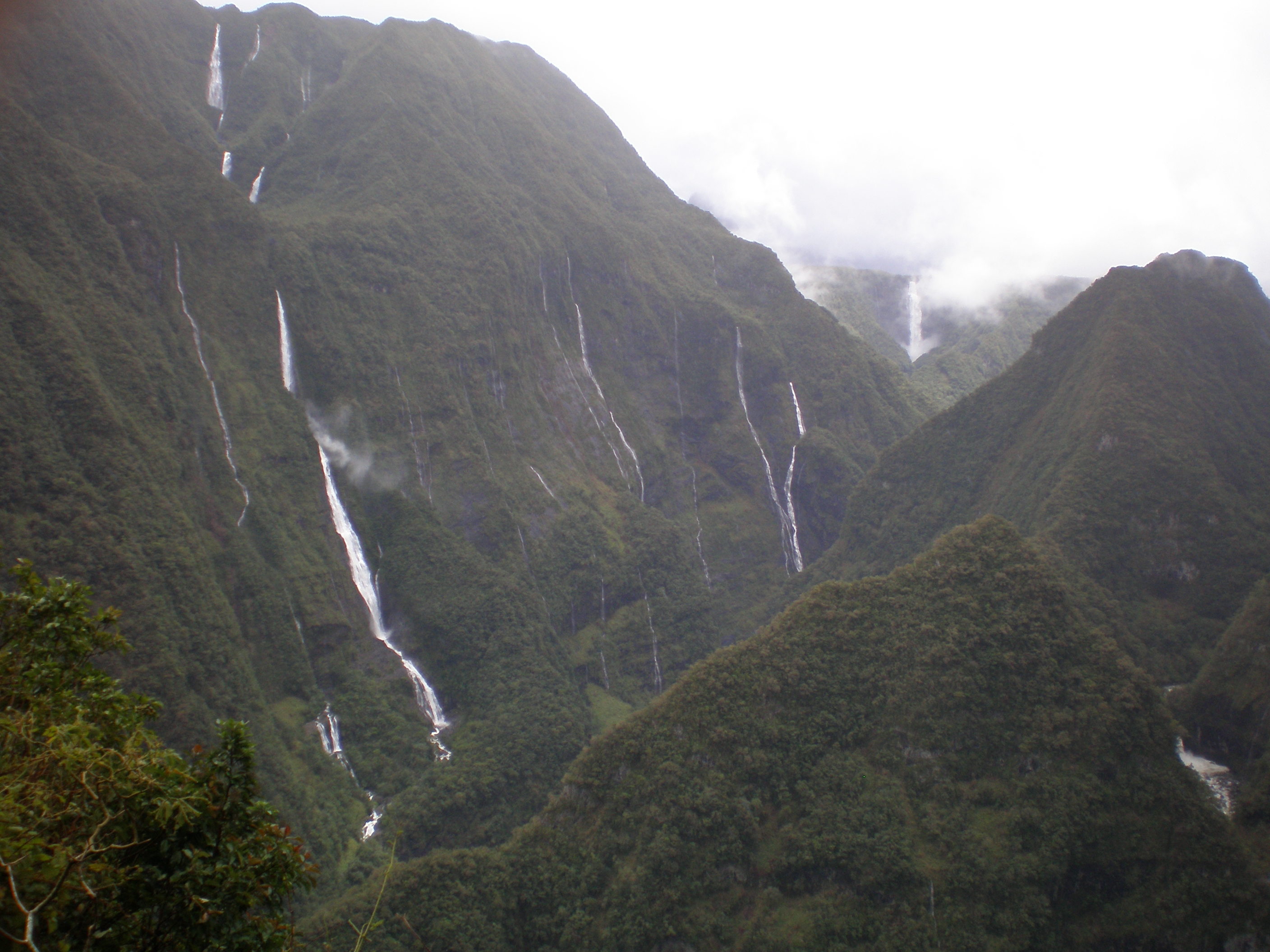
Vallée de Takamaka après le cyclone Gamède.

L'île de la Réunion se caractérise par un climat à dominante tropicale. Elle se trouve sur la trajectoire des alizés humides de l'océan Indien soufflant d'est en ouest. La présence de reliefs montagneux favorise la condensation de l'air et provoque de fortes différences de pluviométrie entre la région Ouest dite « sous le vent » et la région Est dite « au vent ». La situation géographique de la vallée de Takamaka (entre de hauts remparts : le plateau de l'îlet Patience et le massif de la rivière des Roches et du Mazerin, au pied d'un plateau d'altitude (Bébour) qui culmine en son point le plus haut à 3070 mètres) en fait un des endroits les plus arrosés au monde. En moyenne, il y tombe environ 6 à 7 mètres d'eau par an. Cette pluviométrie exceptionnelle favorise grandement l'érosion et le creusement de la vallée et explique la présence de barrages hydroélectriques : le barrage hydroélectrique de Takamaka I et le barrage hydroélectrique de Takamaka II.

## Aménagements hydroélectriques

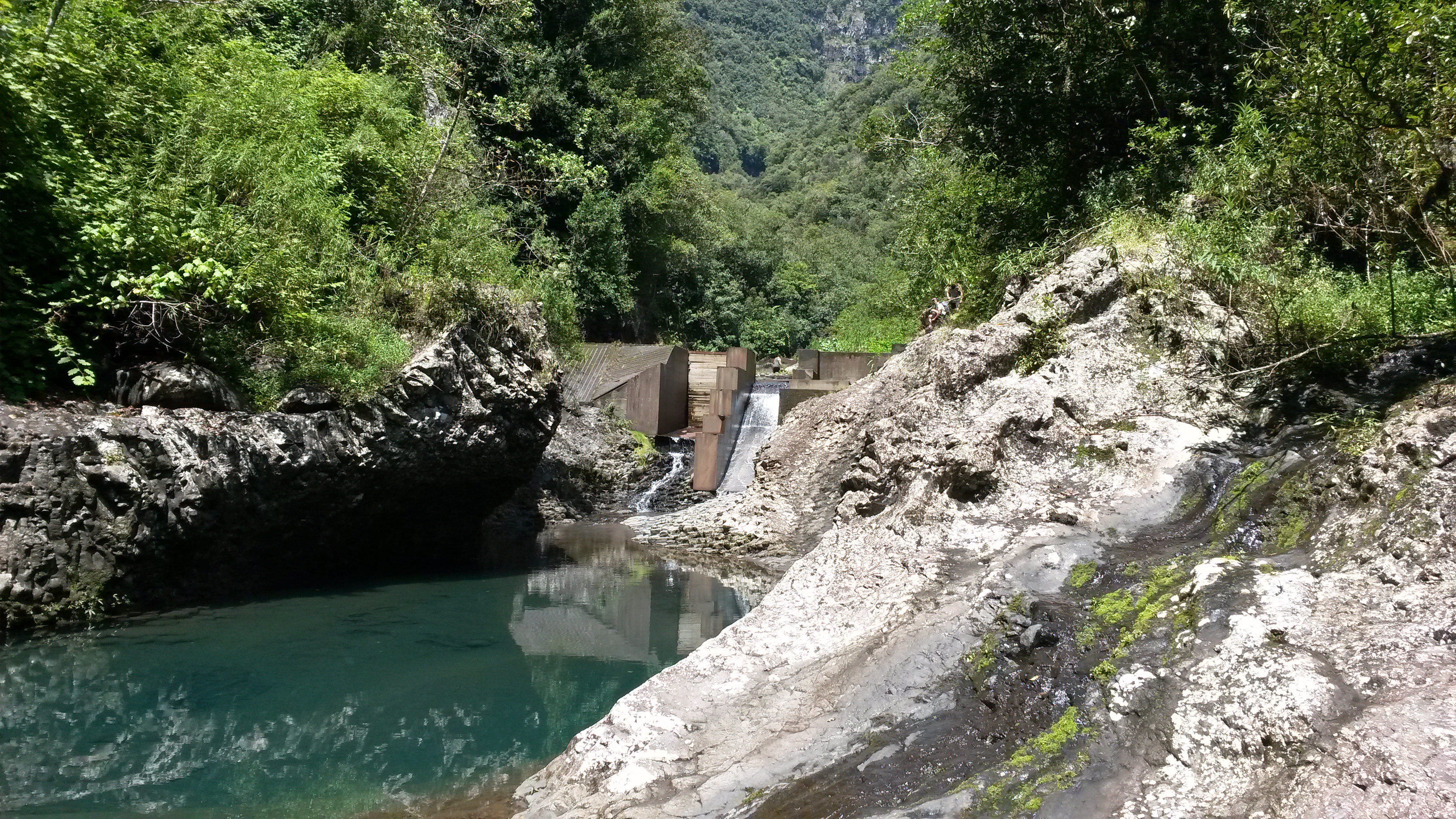
Captage du Bras Cabot.

La vallée abrite deux barrages hydroélectriques : le barrage de Takamaka I appelé aussi Barrage Gingembre et le barrage de Takamaka II appelé aussi barrage des Hirondelles. On trouve aussi plusieurs petits captages destinés à un apport complémentaire, les principaux sont le captage du Bras Cabot et du Bras Patience. L'usine est située à 316 mètres de profondeur au milieu d'un petit massif basaltique au pied de la plate-forme naturelle du PK 16 (796 m) et du col des Songes (783 m).

### Histoire
Le projet d'utiliser l'eau de la rivière des Marsouins pour produire de l'énergie remonte aux années 1920, la vallée était alors un des endroits les plus préservés de la Réunion, connu de quelques forestiers et habitants de la plaine des Palmistes, aucune route n'y menait et il fallait emprunter les difficiles et longs sentiers traversant la forêt de Bébour ou celui du Bras Cabot arpentant le plateau de l'Îlet Patience jusqu'aux sources thermales du même nom.

La Société hydroélectrique réunionnaise lança les études et les travaux débutèrent en 1928. Les difficultés rencontrées étaient alors énormes dans une zone aussi abrupte et sauvage. Le sentier utilisé pour les travaux partait de la plaine des Palmistes, atteignait le col de Bébour et rejoignait l'actuelle plate-forme des Hirondelles en traversant la forêt de Bébour. Il plongeait ensuite vers l'îlet à Bananes en empruntant un rein. La difficile et vertigineuse descente était alors équipé de modestes échelles en bois (48 en tout) et tout le matériel était descendu à dos d'homme. À partir de l'îlet à Bananes un sentier fut tracé vers l'actuel PK16. Parallèlement on construisit la route de Grand Fond qui permet de rejoindre l'actuel Pk 16, on peut désormais rejoindre l'îlet à Bananes depuis Saint-Benoît. Toutefois, la société dut se dissoudre en raison d'un krach financier. Le projet resta alors dans l'oubli jusqu'en 1954, date où on lance une nouvelle étude en parallèle avec le projet de centrale hydroélectrique à Langevin, mais il faut attendre encore dix ans pour voir le début des travaux. Un sentier est d'abord créé pour accéder au petit massif situé en contrebas de la plateforme de Pk16 (terminus de la route actuelle). Après l'aménagement provisoire du site, un téléphérique est construit afin de faire descendre les matériaux de construction sur le chantier. Une tranchée est creusée à même la pente pour permettre l'implantation d'un plan incliné de 347 mètres de longueur. Les conditions de travail étaient extrêmement difficiles à l'époque et plusieurs ouvriers y laissèrent la vie. Ils étaient logés dans des baraquements en tôle, qui formaient de petits camps, à flanc de falaise lors de la construction du plan incliné ou sur un petit plateau situé non loin de la chute des Gaulettes pour la construction du tunnel de restitution par exemple.
En même temps la construction de la prise d'eau principale est en cours. Un barrage voûte à seuil déversant de 44 mètres de longueur pour 15 mètres de haut est édifié à 505 mètres d'altitude dans le lit de la rivière des Marsouins. Les matériaux sont acheminés sur place via un téléphérique. Un tunnel de 1190 mètres de longueur pour 2 mètres de diamètre est percé à l'explosif et permet d'acheminer l'eau jusqu'à la centrale. Une tour est édifiée au-dessus du trou de 316 mètres de profondeur et abrite un monte-charge et un ascenseur. L'eau venant du tunnel arrive jusqu'à la chambre d'équilibre avant d'entamer son ultime descente dans un puits de chute vertical de 300 mètres de long et d'une largeur de 1,61 mètre. L'eau est mise sous pression grâce au rétrécissement progressif de ce puits (qui atteint alors 80 cm de diamètre). Le conduit se divise plus bas en 2 branches permettant d'alimenter les deux turbines de l'époque. L'eau est ensuite restituée à la rivière au bout d'une galerie de 400 mètres de longueur débouchant une centaine de mètres après la confluence du Petit Bras Magasin avec la rivière des Marsouins.
En 1984, à la suite de l'augmentation de la demande électrique de l'île, est lancée la construction d'un nouveau barrage hydroélectrique. Un barrage voûte à seuil déversant de 26 mètres de haut est édifié à 852 mètres d'altitude entre deux parois végétales de 1 800 mètres de hauteur. Le lac de retenue est capable de contenir 126 000 m3 d'eau et devient le plus grand barrage hydroélectrique de l'île de la Réunion. Les matériaux sont acheminés sur site par hélicoptère et par un téléphérique construit sur la plate-forme des Hirondelles à Bébour, une piste permet d'y accéder et rejoint la route forestière de Bébour/Bélouve. Une galerie d’amenée entièrement blindée de 4 500 mètres de long est creusée à l'aide d'un tunnelier à travers le massif. Elle achemine l'eau du barrage vers l'usine de Takamaka II nouvellement creusée dans le mamelon à proximité de la centrale de Takamaka I. L'eau est ensuite rendue à la rivière par le même tunnel de restitution. La création de ce nouveau barrage causa une baisse de débit au niveau du barrage Gingembre, il fut alors nécessaire de trouver une solution. Un tunnel de 865 mètres de long fut creusé dans le massif du piton Dorseuil pour dériver une partie du débit du Bras Cabot vers la rivière des Marsouins, sa construction a nécessité la mise en place d'un téléphérique reliant Pk 16 à la plateforme artificielle créée pour l'occasion à l'entrée du tunnel. Plusieurs autres petits tunnels sont aussi percés pour acheminer l'eau d'un site à l'autre où rejoindre les usines, un petit barrage sur le Bras Patience est construit. La centrale fut mise en service en 1989.

### Impacts

#### Impacts sur la faune aquatique

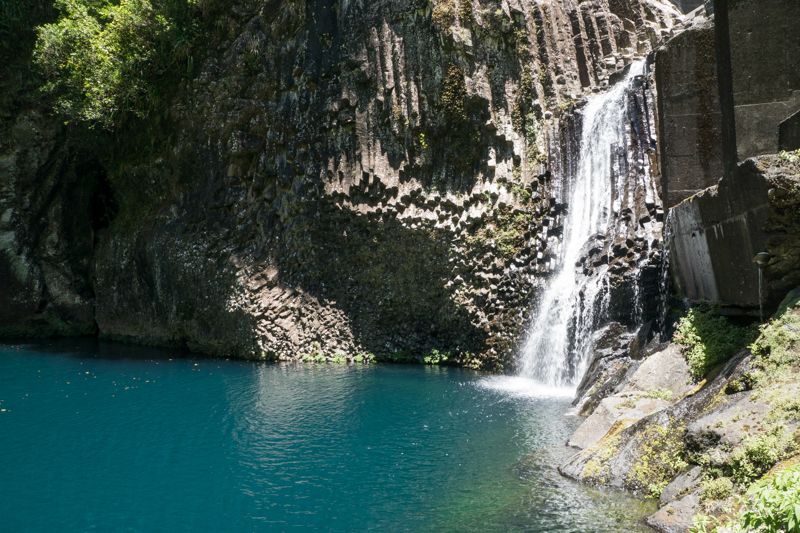
Débit minimal du barrage de Takamaka II.

À la suite de la construction du barrage de takamaka II, on observe une baisse de débit significative entre le barrage des Hirondelles et le barrage Gingembre. Le débit minimal décrété à l'époque est alors dérisoire de l'ordre de 20 l/s, ce débit s'appliquait à toutes les infrastructures de la vallée à l'instar du captage du Bras Patience qui n'était soumis à aucune restriction de débit minimal (ce barrage captait toute l'eau du Bras Patience, l'asséchant ainsi jusqu'à son point de confluence avec la rivière des Marsouins). Ces barrages ont ralenti et uniformisé l'écoulement du cours moyen de la rivière modifiant ainsi la dynamique des milieux : perturbation de la vie aquatique, modification de la température de l'eau en aval des barrages influant sur les organismes qui y vivent, modification des processus d'érosion aval et amont, modification du régime de la rivière (influence sur la durée, la fréquence et l'importance des crues), baisse des eaux courantes et multiplication des eaux dormantes. Dans la vallée de Takamaka ces ouvrages ne constituent pas un obstacle majeur au déplacement des espèces piscicoles car son cours moyen très encaissé ne permet pas la viabilité d'espèces migrateurs. Aussi, la vidange décennale imposée à tous les barrages de plus de 20 mètres de haut (cas de Takamaka II) exerce un effet particulièrement néfaste sur la faune aquatique en aval de la retenue. Néanmoins, depuis 2013, ces vidanges ont été remplacées par une inspection sous-marine robotisée (possible grâce à la faible turbidité du lac de retenue) évitant ainsi le rejet vers l'aval d'importantes quantités de sédiments pouvant causer un risque de colmatage des frayères (lieu de reproduction des espèces piscicoles), plusieurs petites purges sont néanmoins effectuées au niveau du barrage Gingembre pour éviter son comblement. Ce nouveau type d'inspection évite aussi l'arrêt complet de la production électrique à Takamaka pendant plus d'un mois, la prochaine est prévue en 2023. Depuis 2013, de nouvelles valeurs de débit minimal ont été décrétées, passant à 203 l/s pour le barrage Gingembre, 185 l/s pour Takamaka II, 112 l/s pour le Bras Cabot et 86 l/s pour le captage du Bras Patience.

#### Déchets
À partir de 1964 la vallée subit l'impact des travaux des aménagements hydroélectriques. Pas moins de 500 ouvriers, 26 000 m3 de béton et 1 000 tonnes d'aciers furent mobilisés. Lors du creusement des usines souterraines, les matériaux étaient évacués vers la rivière par un tunnel, bien que pour la plupart remontés, on retrouve encore aujourd'hui de nombreux blocs de roche et de béton qui n'ont rien à faire dans le lit du cours d'eau. On retrouve dans la rivière une quantité phénoménale de fers rouillés tranchant comme des lames de rasoir, de câbles électrique de très gros diamètre, de câble en acier, de morceaux de caoutchouc et de blocs de béton. Sur les rives en amont et aval des barrages on peut identifier des morceaux de plaques PSP, des restes d'une écluse abandonnée au milieu de la rivière…etc. On retrouve facilement aujourd'hui dans la forêt des restes de ce chantier qui auraient pu être enlevé à l'époque.

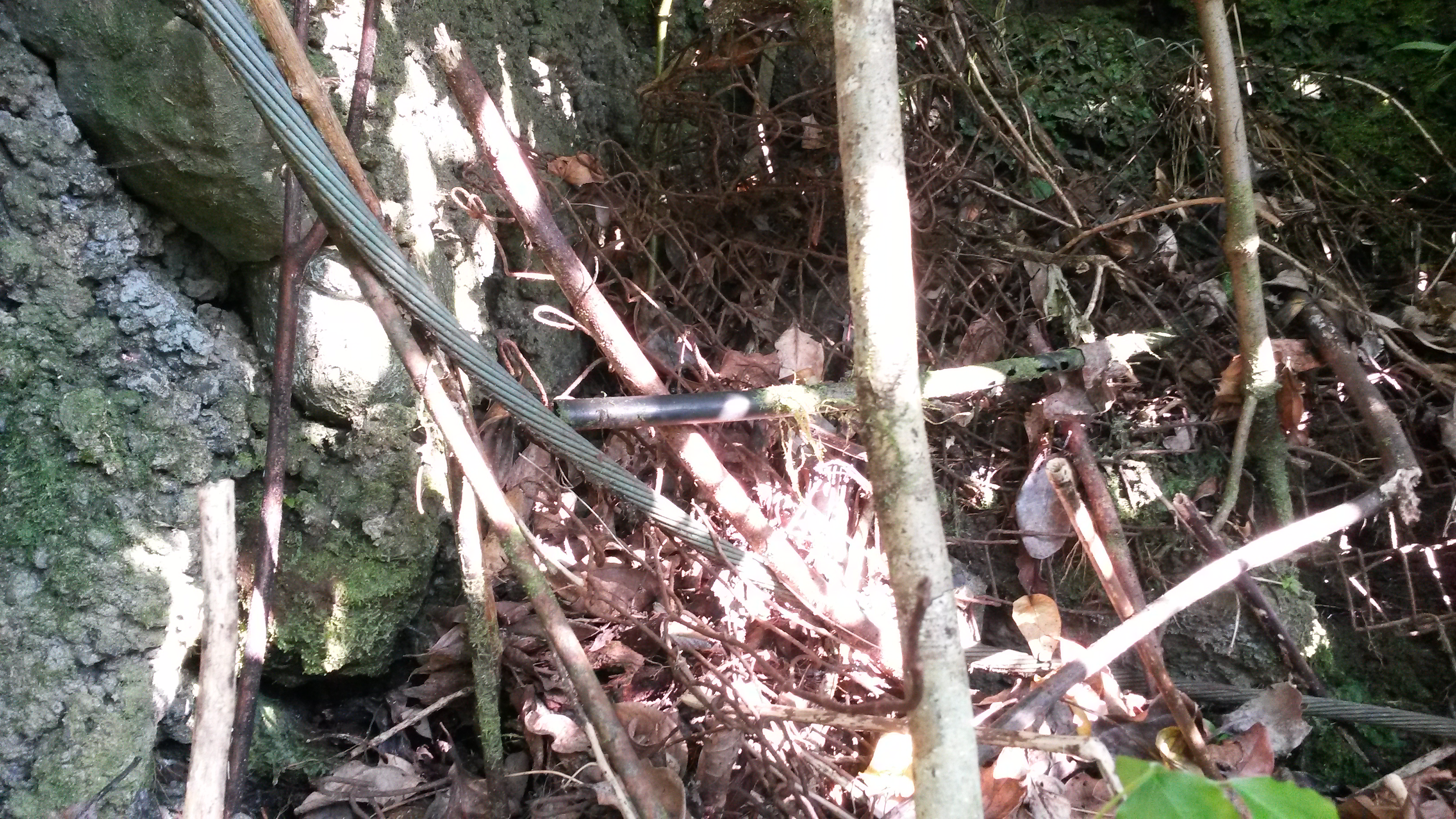
Restes de câble dans la forêt dans la vallée de Takamaka.
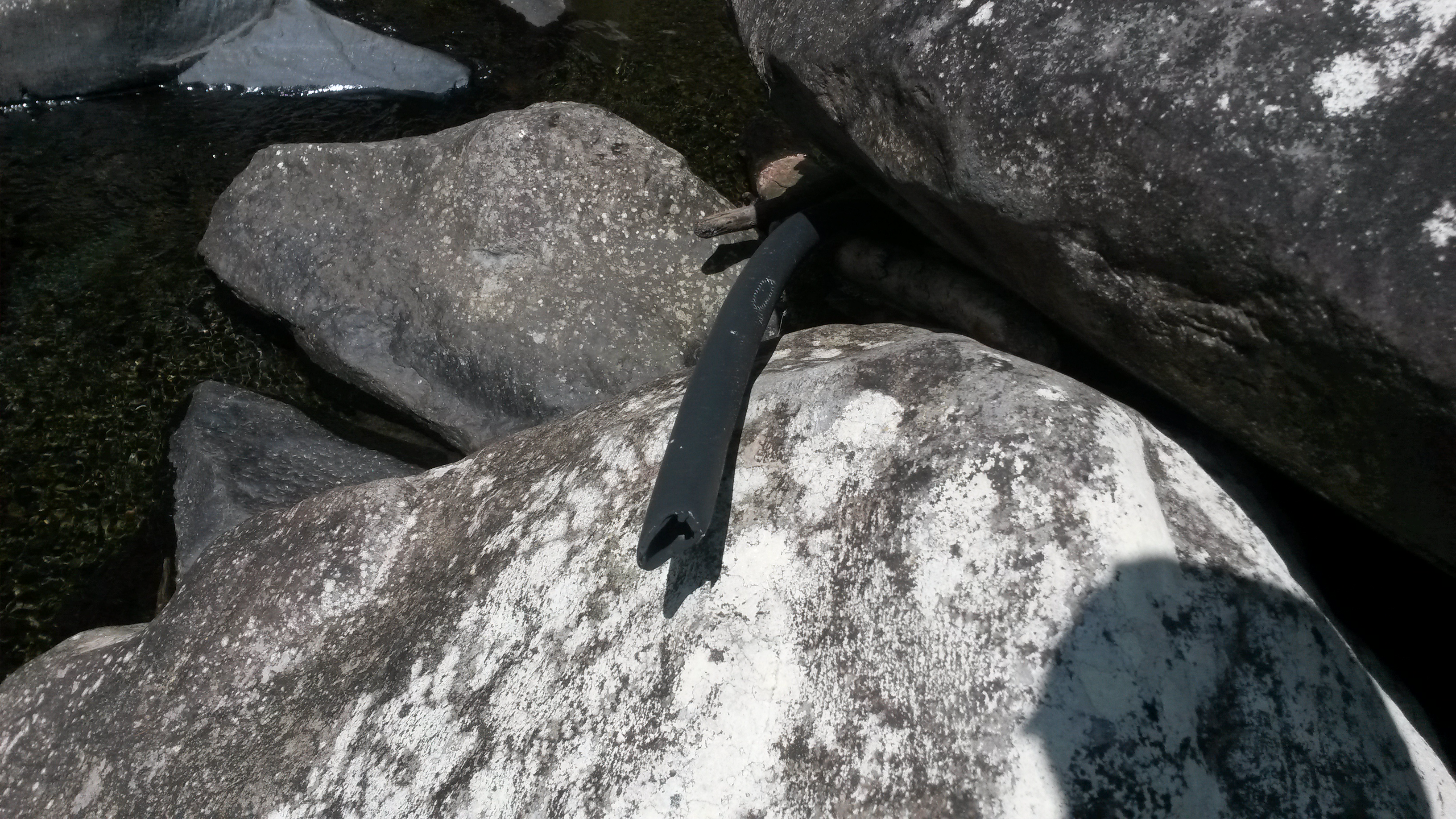
Câble électrique dans le lit de la rivière des Marsouins.
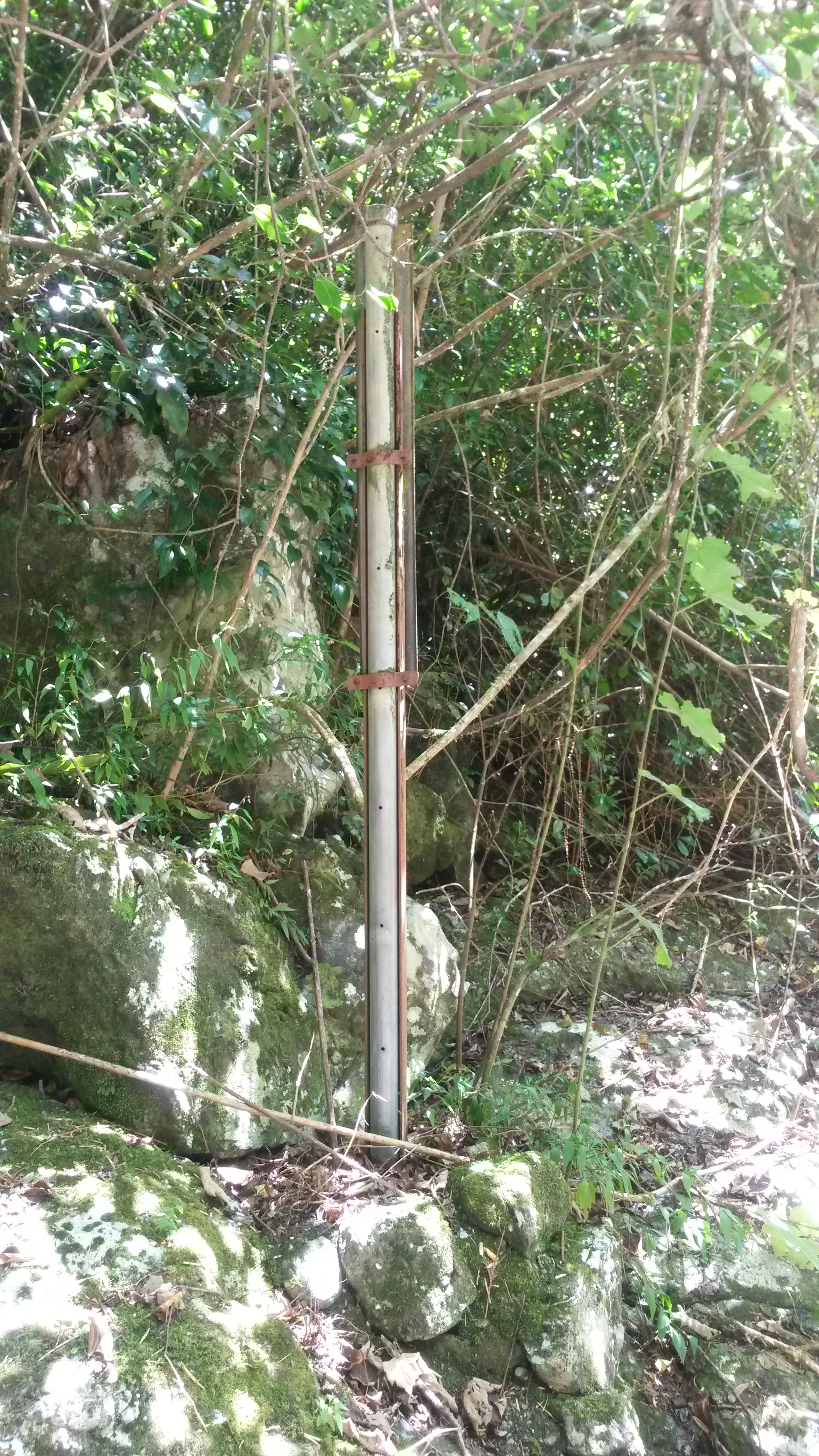
Reste d'une échelle limnimétrique sur les rives de la rivière des Marsouins.

#### De nombreux litiges

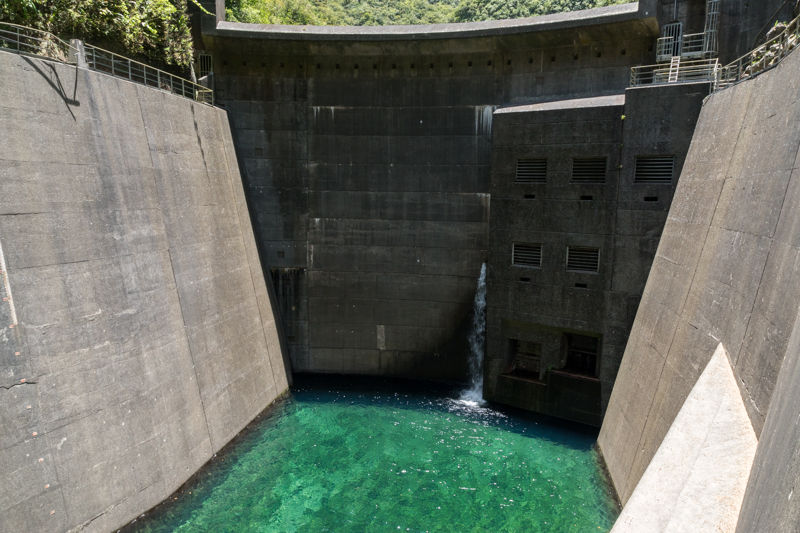
Barrage hydroélectrique de Takamaka II.

Après l'ouverture des canyons Takamaka I et II respectivement en 1990 et 1991, de nombreux litiges vont apparaître. EDF et la préfecture, dans un souci de sécurité, va interdire l'accès au lac de retenue de Takamaka II, empêchant ainsi les équipes de canyonistes de sortir de la rivière. Le motif invoqué est la dangerosité du lac dut à l'aspiration des turbines. Le 10 octobre 1999 un autre arrêté est mis en place et interdit totalement (pour les canyonistes et les pêcheurs y compris) l'accès au lit de la rivière entre le barrage des Hirondelles et le barrage Gingembre. Cette décision fut prise à la suite de l'impossibilité d'EDF à confirmer qu'une vague peut être produite après l'arrêt des turbines de la centrale de Takamaka II. Après plusieurs mois de protestation, un test de débordement est réalisé le 27 janvier 2000. Dans les faits, l'ouverture automatique des grandes vannes du barrage est impossible et ne peut être réalisée qu'après autorisation préfectorale, si un tel lâché d'eau se produisait, on verrait débouler dans la vallée un apport complémentaire de 70 m3 par seconde. Un tel scénario n'est absolument pas envisageable. Après l'arrêt des turbines de Takamaka II, on constate une hausse plus ou moins rapide du niveau de l'eau dans la retenue et un débordement de celle-ci. Un apport complémentaire de 9 m3/s est constaté. La petite vague produite met une heure quinze pour parcourir les six kilomètres entre les deux barrages. L'eau s'écoule sans trop de problème excepté à quelques endroits étroits comme l'aval immédiat du barrage des Hirondelles. Le seul risque serait de voir arriver 9 m3 supplémentaires à la suite d'une panne des turbines. À la suite de ce test, on décide d'aménager l'arrêté, la rivière est rendue aux pêcheurs mais en raison du risque réel constaté en aval immédiat du barrage des Hirondelles et de l'impossibilité de l'équiper hors eau, le canyon de Takamaka II est définitivement interdit. Une nouvelle sortie est quant à elle aménagée pour le canyon de Takamaka I.

## Loisirs

### Randonnée
La vallée de Takamaka est parcourue par de nombreux sentiers de randonnée. Le sentier principal permet de rejoindre la forêt de Bébour au bout de quatre à cinq heures d'effort en empruntant le sentier tracé lors de la première tentative de construction d'un barrage hydroélectrique sur la rivière des Marsouins. Le sentier parfois vertigineux serpente le long du rempart en passant sur la magnifique passerelle du Bras Patience et les 24 échelles de la montée de l'Îlet à Bananes. Plusieurs autres sentiers permettent d'atteindre les différents barrages et captages construits dans la région comme celui du Bras Patience, de Takamaka I, de Takamaka II ou encore celui du Bras Cabot.

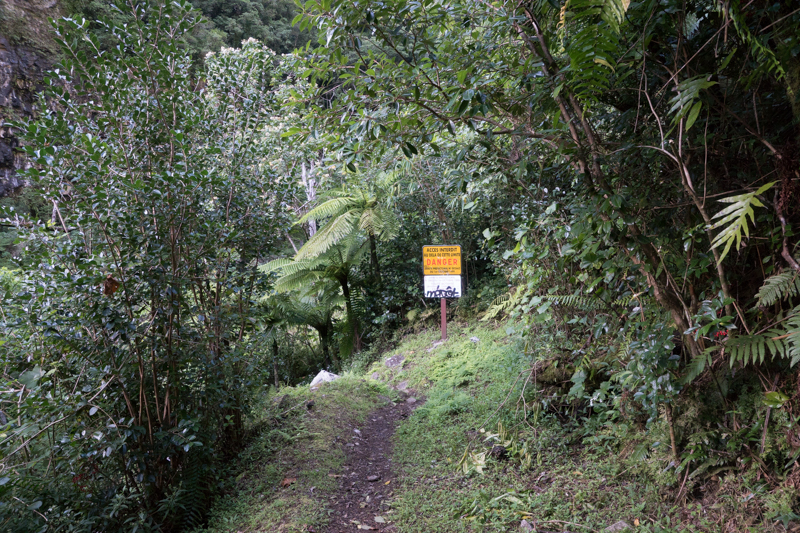
Sentier du barrage de Takamaka II.
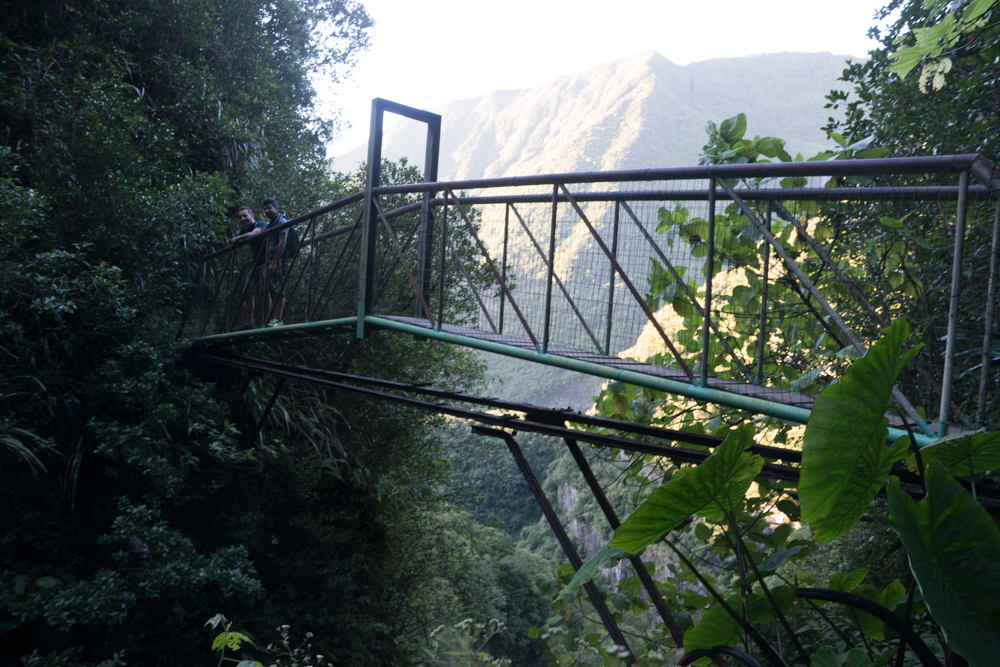
Passerelle de Takamaka.
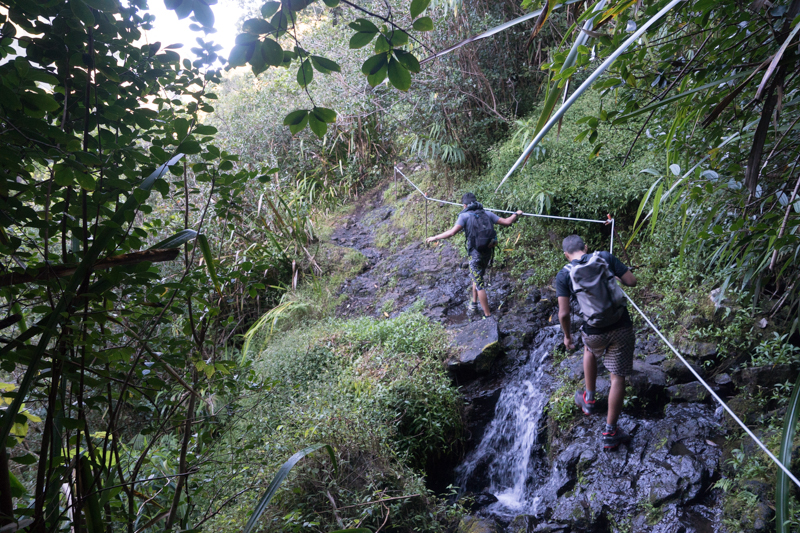
Sentier de Takamaka.

### Canyoning
Takamaka est un haut lieu du canyoning réunionnais et même mondial. La vallée encaissée est un lieu idéal pour la pratique de ce sport extrême. Dans les années 90 on assiste à l'avènement du canyoning dans l'île, en l'espace de 10 ans la grande majorité des cours d'eau est visitée. Un des pionniers dans cette discipline est Pascal Colas, ce guide de haute montagne est à l'origine de l'importation des loisirs sur corde à la Réunion et a participé activement à l'ouverture des principaux canyons de l'île. Dans la vallée, le premier canyon à être ouvert fut celui de Takamaka I (du pont de la route forestière de Bébour/Bélouve au barrage des Hirondelles) au bout d'une expédition de 3 jours (23, 24 et 25 novembre 1990) composée de Marianne Chamel, André Bonzo, Thierry et Pascal Colas, c'est sur ce canyon que se trouve le mythique Mini Trou de fer. Cinq mois plus tard c'est le second tronçon de la rivière qui est ouvert entre les deux barrages, c'est le canyon de Takamaka II. L'expédition composée de Patrick Landabourou, Didier Rouaux, Christophe Lecef, Marcel Faure et Pascal Colas se déroula sur trois jours du 3 au 5 avril 1991. Le dernier tronçon de la rivière des Marsouins est ouvert en deux phases le 21 et 25 décembre 1991 par Pascale Veyrier, Suzelle Grondin, Éric Verhoest, Jean-Pierre Pilou, Yves Sadecki et Pascal Colas. C'est le dernier de la trilogie sur le cours principal de la rivière. On franchit alors la cascade de l'Arc en Ciel. Dans la partie haute de la vallée, on s'intéresse aux vertigineux cassés du Bras Cabot et du Bras Chanson. Une expédition est lancée le 10, 11 et 12 avril 1991 pour réaliser l'ouverture du Bras Cabot I, elle est composée d'Éline Bonardel, Jean-Luc Chéron, Frantz Limier, Christophe Lecerf, Philippe Kaufman, Marcel Faure et Pascal Colas. Dans la foulée, 4 mois plus tard, on réalise le second tronçon du Bras Cabot (canyon du Bras Cabot II) entre les anciennes sources thermales et la confluence avec la rivière des Marsouins. L'expédition composée de Viviane Kaufman, Didier Rouaux, Marcel Faure, Patrick Landabourou, Christophe Lecerf, Jean Jacques Gautier et Pascal Colas se déroule du 6 au 8 août 1991. L'année 1992 est aussi prolifique avec l'ouverture de trois canyons : le Bras Chanson le 18 et 19 mai par Hervé Brochart, Antoine Florin et Pascal Colas, le Bras Magasin avec une expédition de 4 jours du 19 au 23 octobre composée de Hervé Douris, Antoine Florin, Jean-Manuel Prudhomme et Pascal Colas. Ce canyon très sauvage se parcourait auparavant en 3 à 4 jours, l'accès se faisait par une trace au cœur de la forêt primaire de l'îlet Patience, une époque désormais révolue à la suite du rééquipement du canyon en 2001 par Ricaric qui permet de le parcourir en une journée. Le dernier de l'année sera le canyon du Petit Bras Magasin du 20 au 23 décembre par Marcel Faure, Dominique Dumesnil, Pierre Labat et Jean-Pierre Chateau. Pour rester dans la partie supérieure, le canyon Sancho est ouvert du 15 au 18 juillet 1993 par Marcel et Frédéric Faure, Dominique Dumesnil, Gilles Quertier, Partrick Leuthy et Vincent Kuhnmunch et dans le même mois le Bras Patience du 25 au 26 par Pascale Veyrier, Jean Luc Chéron, Hervé Douris et Pascal Colas. Plus loin dans la vallée on retrouve le canyon du Bras Sec (ouverture en septembre 1991 par Daniel Brillant, Éric Magnien et Chrstian et Jean-Luc Delpech) parcourant la ravine du même nom et les canyons de la Grande Ravine appelés canyon Dudu : Dudu supérieur (ouverture dans les années 90 par l'équipe de Marcel Faure) débutant sur le plateau surplombant l'ancienne cité ouvrière de Pk12 et se terminant au pied de la cascade du même nom, et Dudu inférieur (ouverture le 25 février 1994 par Marcel Faure, Charles Gamet, Patrick Leuthy, Gilles Quertier, Didier Roumec et Éric Delabre) débutant au pont et se terminant à la rivière des Marsouins.

Quelques-unes des cascades de Takamaka
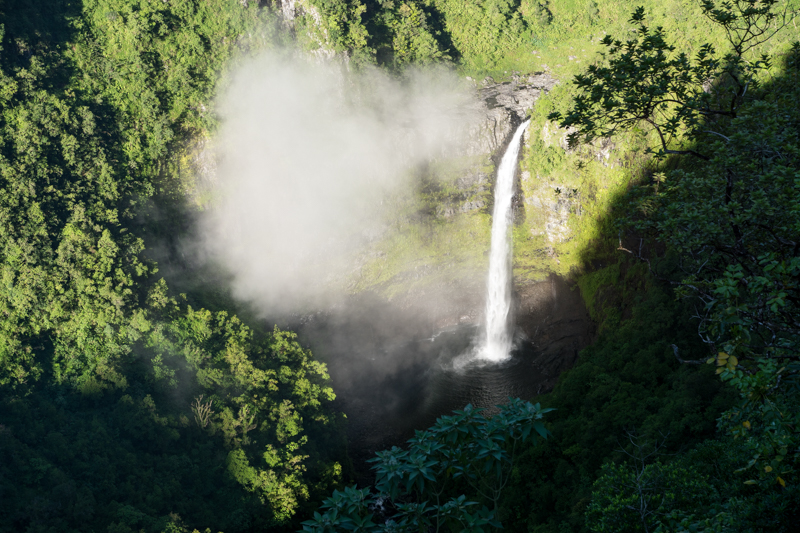
Cascade Arc-en-Ciel.
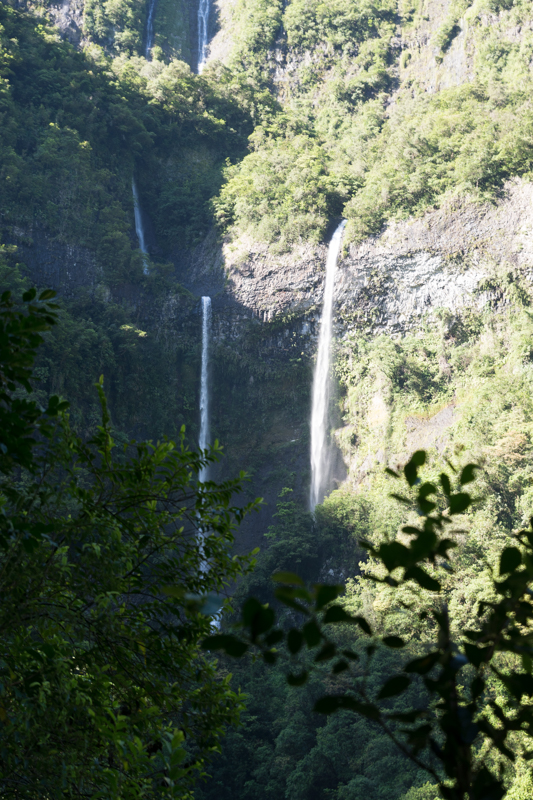
Cascades du Petit Bras Magasin.
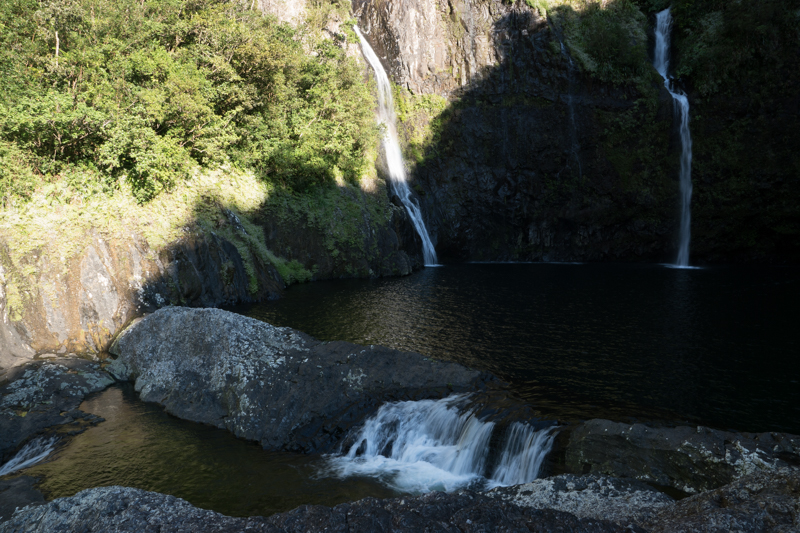
Cascade du Bras Patience.

### Autres loisirs
La pêche est aussi un loisir pratiqué dans la vallée de Takamaka. Le site fut aleviné dans les années quarante par l'ONF afin de créer une population de truite arc-en-ciel. Il n'est pas rare, de nos jours, d'apercevoir quelques beaux spécimens nager paisiblement dans les eaux claires de la rivière des Marsouins. L'amont du premier barrage est un lieu très prisé pour la pêche du fait de son accessibilité, mais les plus courageux préféreront emprunter les difficiles sentiers de pêcheur plongeant quelques fois à pic dans le rempart pour atteindre quelques poissonneux bassins.
Il est aussi possible de faire du kayak dans la partie inférieure de la vallée. Un circuit consiste à rejoindre l'îlet Coco depuis l'usine hydroélectrique, il n'est accessible qu'aux plus aguerris.
Un point de vue sur la vallée de Takamaka situé à plus de 800 mètres d'altitude est accessible à partir de la ville de Saint-Benoît par une route de 15 kilomètres de long. Par temps découvert, on peut apercevoir au loin la partie centrale du massif du Piton des Neiges (sur la gauche), ainsi que les remparts du cirque de Mafate.

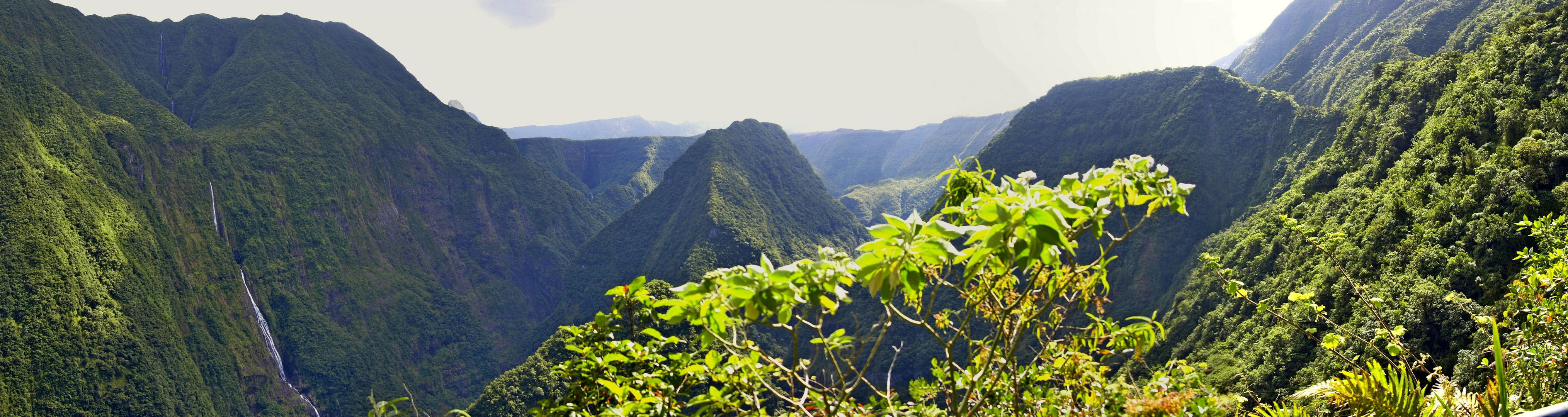
Vue panoramique sur Takamaka.